# Calle de Avall
La Calle de Avall es la calle más singular y característica del pueblo de Anglés (provincia de Gerona, Cataluña, España) catalogada en el Inventario del Patrimonio Arquitectónico de Cataluña. Las dos arcadas que atraviesan de lado a lado de la calle han sido una de las imágenes más difundidas del casco antiguo y, todavía hoy, cuando el barrio se ha vaciado de comercios y ha quedado envejecido y casi fosilizado, son las que se han utilizado para promocionar el barrio viejo.  La Calle de Avall tiene una serie de elementos arquitectónicos muy interesantes. Casi cada edificio tiene algún elemento a destacar.  Por citar algunos, destaca la arcada de Can Verdaguer, con los dos ventanales geminados de estilo románico. Los centros medievales de Can Camps, Can Soldat, Can Talleda, Can Tino, Can Barnades y la reforma novecentista de Can Cendra también son otras de las perlas de la calle. Es una muestra interesante de la arquitectura gótica civil catalana.
Dentro la Calle de Avall hay tres tipologías de casas de origen medieval: las casas medievales, edificios de una o dos plantas, a las que a menudo se han añadido un desván y que destacan por tener unas ventanas muy pequeñas enmarcadas de piedra, los casales góticos, que suelen tener planta baja y dos pisos y que presentan una composición simétrica, con portales adintelados espectaculares, ventanales con arcos lobulados y dinteles grabadas con inscripciones y adornos, y las casas medievales transformadas, edificios que han sufrido una transformación y reordenación de la fachada con el fin de obtener más luz ampliando las ventanas antiguas o abriendo galerías y balcones. Muchas de las casas, en originalmente eran viviendas unifamiliares de uso agrícola con un gran portal, una o dos plantas de habitación y una buhardilla de granero.
Hasta finales del siglo XIX, la villa de Anglés no empezó a cambiar radicalmente su estructura urbanística. Los cambios tienen que ver sobre todo, aunque no afecten especialmente al casco antiguo, con la instalación de la industria textil. La antigua puebla comenzó a crecer alrededor del castillo de los Cabrera, documentado al menos desde principios del siglo XIII. Aprovechando la seguridad que ofrecía el recinto fortificado, construyeron su residencia numerosos artesanos y comerciantes, que se establecieron en torno a sus e instituciones como la notaría y la alcaldía, o de tiendas como la gabela, la carnicería y la panadería, que dependían del señor del castillo.  Durante el siglo XVI ya estaban formados las calles de Avall, la calle de Dalt (actual Calle Mayor) y el barrio del castillo.  Fue durante el siglo XIX que se abrieron los accesos a la antigua puebla por la subida de Grau y por la Calle del Empedrat, abriendo la peña que cerraba el castillo en su parte noreste y destruyendo algunos lienzos de muralla. Este nuevo acceso al centro hizo secundaria la entrada tradicionalmente principal por la Calle del Molí, y se tapó el portal de Sant Miquel.